# عنف جنسي

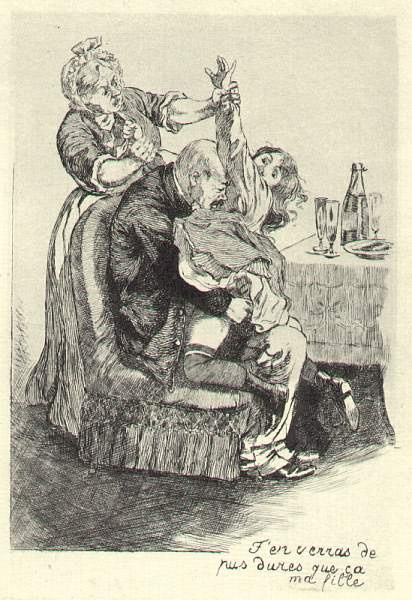

العنف الجنسي هو أيّ فعل جنسي أو أي محاولة للحصول على فعل جنسي عن طريق العنف أو الإكراه، أو الضغط على الأفراد وحشرهم لغاية جنسية أو القيام بأفعال لا تتوافق مع الميول الجنسية للشخص، بغض النظر عن علاقة المعتدي بالضحية. ويحدث العنف الجنسي في مختلف حالات السلم أو النزاعات المسلّحة، وهو منتشر على نطاق واسعٍ حول العالم ويعتبر من أكثر انتهاكات حقوق الإنسان انتشارًا وشيوعاً.
يُعتبر العنف الجنسيّ مشكلةً خطيرة من مشاكل الصحّة العامّة وله تأثير كبير وطويل الأمد على الصحّة العقليّة والبدنيّة للضحيّة، منها زيادة احتمالية التعرّض لمشاكل الصحّة الجنسية والإنجابيّة، وزيادة احتمال الإصابة بمرض عوز المناعة المكتسب (الإيدز) وزيادة فرص الانتحار عند الضحيّة. يعتبر القتل الناتج عن الاعتداء الجنسيّ وما يعرف بـ «جرائم الشرف» -التي تحدث كردّ على الاعتداء الجنسيّ- أيضاً من عوامل العنف الجنسيّ. على الرغم من أنّ النساء والفتيات يعانين من العنف الجنسي بنسبة أكبر بشكلٍ واضحٍ مقارنة مع الرجال، إلّا أنّ العنف الجنسي يمكن أن يحدث لأيّ شخصٍ وفي أيّ عمر. يعتبر العنف الجنسي نوعاً من أنواع العنف ومن الممكن أن يقوم به الأهل أو مقدّمو الرعاية أو المعارف والغرباء. فضلاً عن الشركاء الحميميّين ونادراً ما تكون جريمة انفعال طائفيّ "crime of passion" بل يُعتبر عملاً عدوانيّاً يهدف في كثير من الأحيان إلى التعبير عن السلطة والهيمنة على الضحيّة.
لا يزال العنف الجنسي موصومًا إلى حدّ كبير في مختلف أنحاء العالم، وبالتالي فإنّ مستويات الكشف عن الاعتداء تختلف بين المناطق. لكن وبشكلٍ عامّ، لا يتمّ الإبلاغ عن حالات العنف الجنسيّ في الكثير من الحالات. وبالتالي فإنّ البيانات المحدودة المتاحة حول هذه القضيّة تُقلل من الحجم الحقيقيّ للمشكلة، بالإضافة إلى ذلك فإنّ العنفَ الجنسيَ مجال مهمل من قبل الأبحاث والاستطلاعات، وبالتالي فإنّنا نحتاج لفهم أعمق للقضية من أجل تعزيز الحركات المنسّقة المناهضة. العنف الجنسي المنزلي أكثر انتشاراً من العنف الجنسي الناتج عن النزاعات. يعتبر المتزوجون في كثير من الأحيان أنّ تصرّفهم بإجبار شركاء حياتهم على القيام بأعمال جنسيّةٍ معيّنةٍ مشروعاً لأنّهم يمارسونها مع أزواجهم. يميل العنف الجنسيّ في أوقات الحروب إلى أن يكون انعكاسًا حتميّاً لوضع الحرب المحصورة في حلقة مستمرّة من حالات الإفلات من العقاب نتيجة انعدام سيادة القانون في مناطق النزاع. يعدّ اغتصاب النساء والرجال شائعاً جدّأ في الحروب ويعتبر وسيلة من وسائل الحرب النفسيّة من أجل إذلال العدوّ وتثبيط عزيمة أفراده من خلال التركيز على حالات إخضاع الرجال والنساء أو إلقاء القبض على المقاتلين والمقاتلات. مع أنّ ممارسات العنف الجنسيّ محظورة بشكلٍ واضح في كلّ من القانون الدولي لحقوق الإنسان IHRL والقانون الدولي الإنساني العرفي والقانون الدولي الإنساني IHL إلّا أنّ آليّات التنفيذ لا تزال هشّةُ، أو حتّى غير موجودةً في العديد من المناطق حول العالم.
من منظور تاريخيّ، كان ينظر إلى العنف الجنسي منذ العصور الإغريقية وحتّى القرن العشرين على أنّه أمرٌ «عاديّ» ومألوف ويحدث للنساء فقط في أوقات الحرب وحتّى في أوقات السلم، وهو ما أدّى ذلك إلى فقدان أيّ مؤشّرات تدلّ على طرق وأساليب وحجم هذا النوع من العنف في تلك الفترة. وقد استمرّ الأمر على حاله حتّى نهاية القرن العشرين عندما بدأت تتغير نظرة الناس إلى العنف الجنسي وبدأ بالتحوّل تدريجيّاً من مسألة مألوفة وثانويّة إلى جُرم.

## تعريفات

### فكرة عامّة
حدّدت منظمة الصحة العالمية (WHO) في تقريرها العالميّ لعام 2002 حول العنفِ والصحّةِ العنفَ الجنسيّ على أنّه: «أيّ فعلٍ جنسيّ، أو محاولة الحصول على فعل جنسي، أو تعليقات أو تقرّبات جنسية غير مرغوب بها، أو الاقتراب من الشخص لدرجة الضغط عليه وحشره، أو غير ذلك، من تصرّفات الإجبار على النشاطات الجنسيّة الغير متوافقة مع الرغبات الجنسية للشخص الآخر، من قبل أي شخص بغض النظر عن علاقته بالضحية، في أي مكان، بما في ذلك على سبيل المثال لا الحصر، المنزل والعمل». يتضمّن تعريف منظمّة الصحّة العالميّة للعنف الجنسي، على سبيل المثال لا الحصر، الاغتصاب، الذي يُعرّف على أنّه اختراق قسريّ جسمانيّ أو إكراهيّ للفرج أو للشرج، وذلك باستخدام القضيب أو أجزاء أخرى من الجسم البشري أو أيّة أداة أخرى. ويشتمل العنف الجنسي على عمل يهدف في الكثير من الأحيان إلى إلحاق الأذى الشديد بالضحية (أو الضحايا) والتقليل من كرامة الإنسان. أمّا في حالات إجبار الآخرين على مراقبة أعمال العنف الجنسيّ فيكون الهدف منها تخويف المجتمع الأكبر.
الأفعال الأخرى المندرجة تحت تسمية العنف الجنسي تشمل أشكالاً مختلفة من الاعتداءات الجنسيّة، مثل الاتّصال القسري بين الفم والقضيب، الفم والفرج أو الفم وفتحة الشرج. يمكن أن يشمل العنف الجنسي الاتصال القسري بين الفم والقضيب، الفرج أو الشرج، أو الأفعال التي لا تنطوي على الاتصال الجسدي بين الضحية والجاني، على سبيل المثال، التحرّش الجنسي، والتهديدات، واختلاس النظر.

## الثقافة
يحدث العنف الجنسي في جميع الثقافات بتعاريف مختلفة لما يشكله، من الممكن أن الثقافات التي يكافئ فيها الرجل ودوره بشكل أفضل والمزيد من القوة المميزة أو الحقيقية، تشجعهم على التفكير بحقوقهم، إذا قاومت المرأة الجماع، فإن الرجال ينظرون إليها على أنها تهديد لذكوريتهم، ويتسبب هذا في أزمة هوية الذكور، ويسهم في السيطرة الجنسية والعنف، وينظر إلى المرأة على أنها وسيلة لحل هذه الأزمة، وقد ذكرت التقارير أن من يحاول من الضحايا المقاومة أو الهروب من الوضع، فمن المرجح ان يتعرض المعتدي له بوحشية أكبر، مما يعطي المسيء شعور متضخم من السلطة، كما حدث في حالة الاغتصاب الجماعي لنيربهايا بنيودلهي في ديسمبر 2012، من المرجح في الثقافة الأبوية أن يعتبر الجاني أي مقاومة من المرأة الضحية إهانة لرجولته، مما يحثه إلى اللجوء إلى وسائل أكثر عنفاً لسيطرة على الضحية.
هناك نظرية تفسر العنف الجنسي على أنه تنشئة اجتماعية ثقافية، وهو ما ينفيه الإطار البيولوجي الذي يوحي بان العنف الجنسي هو لحث الجنسي لرجل، وتسعى هذه النظرية على إثبات أن العنف الجنسي سلوك طبيعي ينشأ من الميل البيولوجي إلى التكاثر باللجوء إلى العنف الجنسي لكي يكون له أثر إيجابي على نجاح الإنجاب للشخص، وتضع النظرية الاجتماعية الثقافية في الاعتبار معادلات القوة الجنسانية والقيم الأخلاقية وهيمنة الذكور والمواقف تجاه العنف.

## النسوية والعنف الجنسي
قدم علماء وناشطات نسويات إسهامات فريدة من نوعها في الخطاب المتعلق بالعنف الجنسي ضد المرأة والرجل، وقد اقترحوا أن الأسباب الجذرية للعنف الجنسي تكمن في الهيكل الاجتماعي الذي يتسم بعدم المساواة الشديدة، حيث يُسيطر الذكور وتُستغل الإناث، كما ترى الحركة النسائية أن الترتيبات المؤسسية الضعيفة القائمة لمعالجة عواقب العنف الجنسي والمعاملة غير العادلة للضحايا أو الناجين من هذه الاعتداءات، وهو مصطلح بديل مقترح، هي انعكاسات مباشرة للطرق التي ينظر بها المجتمع إلى الرجال والنساء والعلاقات الجنسية بينهم، وعلاوة على ذلك، أدى الانتقاد النسائي إلى تقارب أوثق بين الحركة النسائية وعلم النفس في دراسة العنف الجنسي.
أصبح نقل الصلة بين العنف الجنسي القائم على نوع الجنس ومفاهيم السعي إلى السلطة والتبعية رائداً في السبعينات وثُبت أنه شديد التأثير، وفي هذا السياق، أُعتبر الاغتصاب أداة أساسية للتخويف الذي يمارسه الرجال ضد المرأة، وبالمثل يمكن اعتبار العنف المنزلي شكلاً شديداً من أشكال الهيمنة والقمع الأبوي.
إن التفسير النسائي للمواد الاباحية يشير إلى وجود صلة بين الاغتصاب والإباحية، من خلال المواد الإباحية التي تحط من جسم المرأة وتذلها وتمارس العنف عليها، تتغذى الثقافة التي تحقق هذا النوع من السلوك، ومع ذلك هناك القليل من الأدلة لإثبات ذلك.
وقد استُخدِمت نقطة تقاطع بين النظريات الماركسية والنسوية لتقديم رؤية إضافية لموضوع العنف الجنسي، ووفقاً لهذه الحجة يتشابك العمل والجنس في الأدوار التي يقومان بها في أنظمتهم الاستغلالية الشاملة، ينتج الشخص المستغل كلاً منهما، ويؤخذ كل منهما بالقوة بعيداً عنهما.
وقد أضاءت بعض علماء الحركة النسائية فكرة أن كل النساء لا يمكنهن أن يملكن تجارب متشابهة فيما يتعلق بالعنف الجنسي أو ما بعده، وعلى سبيل المثال، فإن العرق والاثنية هما من العوامل المحددة الهامة لهذه التجارب، مما يبين أن النهج التي تقتصر بطبيعتها على النسائية أو على مناهضة العنصرية مُضللة، وبدلاً من ذلك، قدم اقتراح باستخدام ميزة الانفصال عند دراسة هذه الحالات.
وقد كانت الأفكار النسائية عوامل حافزة للحركات العابرة الوطنية لمكافحة العنف ضد المرأة، بما في ذلك العنف الجنسي، وقد أقرت المنظمات النسائية جدول الأعمال هذا، كما يتضح من المبادرة الحالية بعنوان «فرقة العمل المعنية بالاغتصاب» التابعة للمنظمة الوطنية للمرأة.